# لطف‌الله حسنی لاریجانی
سید لطف‌الله حسنی لاریجانی از خوشنویسان و نستعلیق‌نویسان سده سیزدهم هجری بوده‌است. او از کاتبان گمنام دربار فتحعلی‌شاه قاجار بوده‌است که افزون بر کتابت شعر نیز می‌گفته‌است.
از آنجایی که آثارش تا ۱۲۳۸ ه‍.ق دیده شده درگذشت او باید پس از این سال باشد.

## آثار
از او این آثار ذکر شده‌است:
- یک نسخه «گلستان سعدی» به قلم کتابت متوسط با رقم: «حررٌه لطف‌الله حسنی غفرله ۱۲۳۷»
- «دیوان حافظ» به قلم کتابت جلی خوش، با رقم: «... حررٌه‌العبد الحقیر، ابن محمد زمان، لطف‌الله‌الحسنی… سنهٔ ۱۲۳۷»
- یک نسخهٔ مجموعهٔ «غزلیات و رباعیات سعدی»، به قلم کتابت متوسط، با رقم: «در عهد… فتحعلی‌شاه… تحریر یافته‌است و… اناالفقیر الحقیر ابن محمد زمان، لطف‌الله‌الحسنی لاریجانی… سنهٔ ۱۲۳۸».